# Mandera (Somália)
Mandera (Somali: Mandheera; ou ainda Mandhere) é uma cidade localizada na  região de Saaxil, Somalilândia, uma república auto-proclamada independente que surgiu no norte da Somália em 1991. Está localizada entre Hargeysa e Berbera. Mandera é a capital do distrito de mesmo nome.
Mandera está localizada 95 km a nordeste de Hargeysa.
- Latitude: 09° 54' 00" Norte
- Longitude: 44° 43' 00" Leste
- Altitude: 883 metros